# Pierre Gaspard (Bergsteiger)
Pierre Gaspard (* 27. März 1834 in Saint-Christophe-en-Oisans; † 16. Januar 1915 ebenda) war ein französischer Bergsteiger. Ihm gelang am 16. August 1877 zusammen mit seinem Sohn und Emmanuel Boileau de Castelnau die Erstbesteigung des in den französischen Alpen liegenden Berges La Meije. Ihre Route führt über den sogenannten Promontoire-Grat. Er erschloss damit den heutigen Normalweg auf die Meije.

## Leben

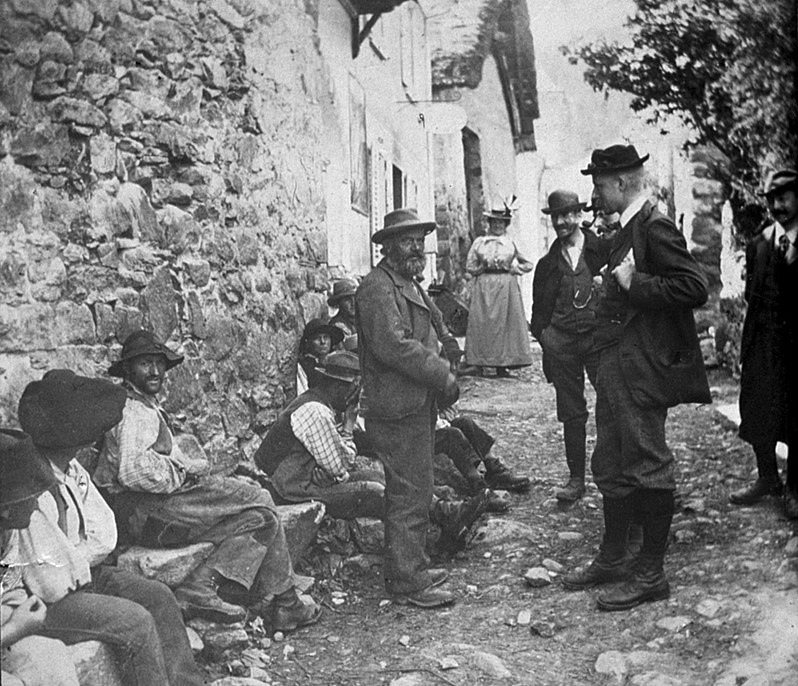
Pierre Gaspard und Emmanuel Boileau de Castelnau

Pierre Gaspard, Sohn von Gaspard Hugues (ursprünglich von Châteauneuf-d’Entraunes) und Claudine Turc wurde 1834 im Herzen des Massivs Écrins geboren. Er war beruflich Landwirt, arbeitete jedoch nebenbei als Bergführer und war im Gemeinderat von Saint-Christophe-en-Oisons aktiv.
Als Bergführer unter dem Spitznamen „père Gaspard“ (deutsch: Papa Gaspard) waren seine wichtigsten Kunden Emmanuel Boileau de Castelnau und Henry Duhamel. Der Brite W. A. B. Coolidge beauftragte ihn 1876 mit seiner Erstbesteigung des Bergs Aiguille du Plat de la Selle (3596 m). Jener beschrieb die Situation im Nachhinein mit den Worten:

« Le dimanche, 2 juillet, quoique d'une splendeur éclatante, fut consacré à un repos bien mérité. Notre premier soin fut d'engager un chasseur nommé Pierre Gaspard pour nous guider au sommet de l'Aiguille du Plat, qu'il disait avoir atteint lui-même. [...] Gaspard est un bon guide et un compagnon amusant : j'ai été tout à fait content de lui »

„Der Sonntag der 2. Juli, ein strahlender Tag, wurde der wohlverdienten Ruhe gewidmet. Unsere erste Sorge bestand darin, einen Führer namens Pierre Gaspard anzuheuern, der uns auf den Gipfel der Aiguille du Plat führen sollte, den er nach eigenen Angaben selbst erreicht hatte. [...] Gaspard ist ein guter Führer und ein lustiger Begleiter: Ich war ganz zufrieden mit ihm“

Zusammen mit Duhamel bestieg Gaspard 1878 den Pic Gaspard, erschloss 1880 eine Route in der Südwand des Barre des Écrins von La Bérarde aus und im Jahr darauf eine neue Route an der Südostseite der Aiguille du Plat de la Selle. Zusammen mit Boileau de Castelnau bildete Gaspard in den Jahren 1876 und 1877 die wohl erfolgreichste Seilschaft, die bis dahin bekannt war, und führte ein Dutzend Erstbesteigungen durch. Die berühmteste Leistung des Bergsteiger-Teams war jedoch die Erstbesteigung der Meije am 16. August 1877. Durch diesen Erfolg wurde Gaspard national bekannt und so gefragt, dass er lange im Voraus gebucht werden musste. Im Jahr 1885 eröffnete er eine neue Route auf die Meije über den Brêche-Grat. Pierre Gaspard übte seine Tätigkeit als Bergführer sowohl in den Alpen als auch im Wallis bis ins hohe Alter aus.
Unter anderen dafür wurde er von der Société des Touristes du Dauphiné zum Bergführer patentiert und erhielt vom Club Alpin Français einen Ehrentitel. Als Hommage wurde zudem der Pic Gaspard im Massif des Écrins nach dem Bergsteiger benannt.

## Besteigungen

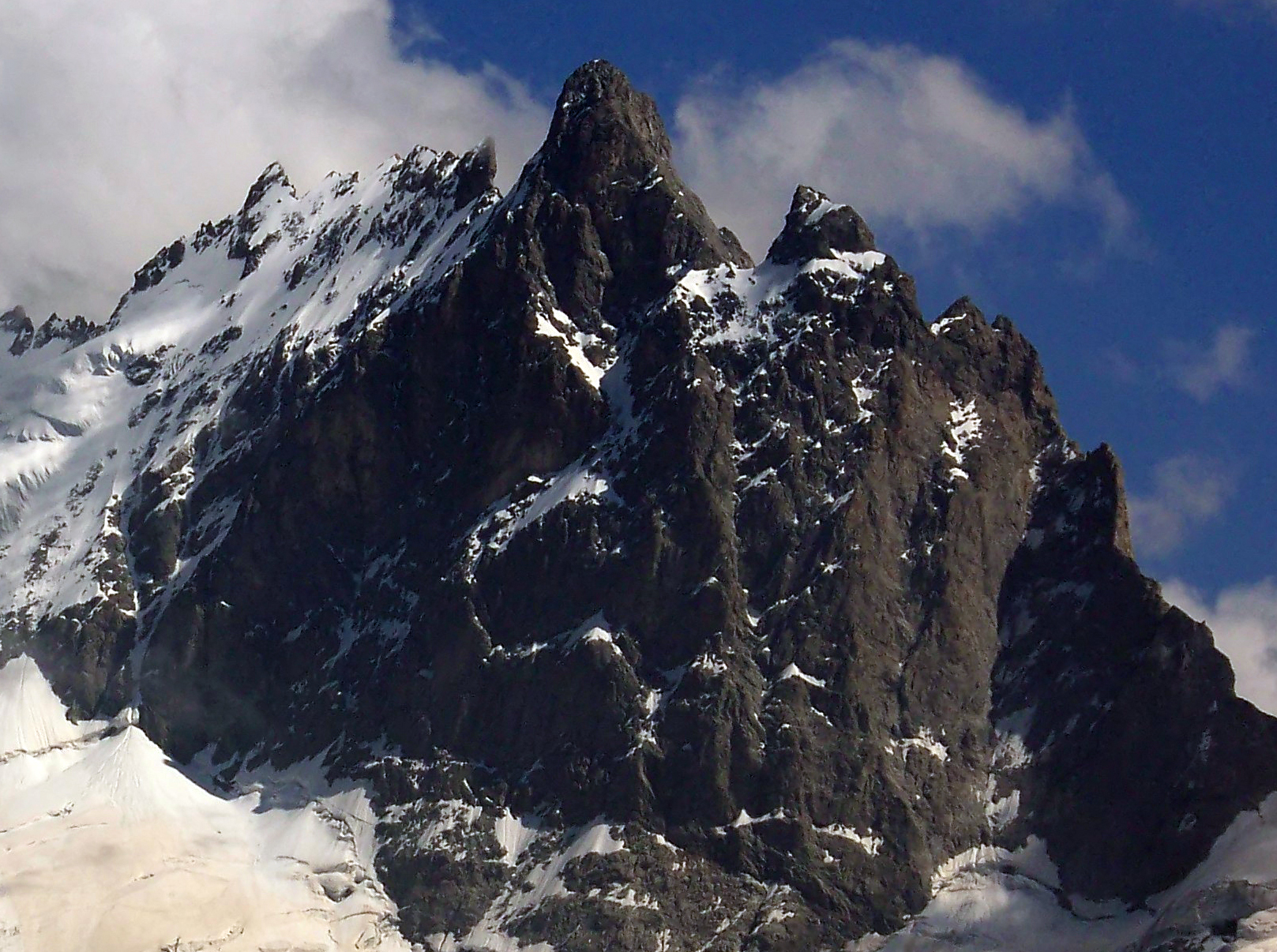
Der La Meije, von Gaspard 1877 bestiegen.

- 1876: Tête des Fétoules, am 19. August
- 1876: Tête de l’Étret, am 4. September
- 1876: Pic Nord des Cavales, am 10. September
- 1877: Dôme de Neige des Écrins, am 21. Juli
- 1877: Tête du Rouget, Pelvoux
- 1877: Gipfel des La Meije, am 16. August
- 1878: Pointe du Vallon des Étages, am 27. Juni
- 1878: Pic Gaspard, am 6. Juni
- 1880: Höchster Gipfel des Olan (Nordgipfel), am 8. August[9]
- 1882: Zentraler Gipfel der Belledonne mit Henry Duhamel
- 1889: Ailefroide, Südostwand
- 1891: Sommet du Pelvoux über die Pointe Durand, Nordwestseite
- 1891: Westgipfel des Pic des Souffles (3098 Meter)

## Bibliografie
- Emmanuel Boileau de Castelnau: Ascension de la Meije. In: Annuaire du Club alpin français. 1877, S. 282–294 (französisch, bnf.fr).
- Roger Canac: Gaspard de la Meije, Presses universitaires de Grenoble, 1985
- Gérard Bordes: Grande Encyclopédie de la montagne. Hrsg.: Éditions Atlas. Band 4. Paris 1976 (französisch, 2400 S.).
- Isabelle Schreibli: Gaspard de la Meije (Roman)